# Šopić
Šopić (cyr. Шопић) – wieś w Serbii, w mieście Belgrad, w gminie miejskiej Lazarevac. W 2011 roku liczyła 2619 mieszkańców.